# Cazilhac (Hérault)
Cazilhac település Franciaországban, Hérault megyében. Lakosainak száma 1583 fő (2022. január 1.). Cazilhac Saint-Julien-de-la-Nef, Saint-Laurent-le-Minier, Agonès, Brissac, Ganges, Gorniès és Laroque községekkel határos.

## Népesség
A település népességének változása:
| Lakosok száma | 857  | 915  | 1004 | 1251 | 1431 | 1493 | 1517 | 1536 | 1554 | 1583 |
|               | 1968 | 1982 | 1990 | 2006 | 2013 | 2015 | 2017 | 2019 | 2020 | 2022 |